# Schwarzenbergturm
Der Schwarzenbergturm ist ein Aussichtsturm auf dem Schwarzenberg in Saarbrücken. Der Turm mit quadratischem Querschnitt wurde 1930 aus Stahlbeton errichtet und steht seit dem 1. August 1996 unter Denkmalschutz.

## Geschichte

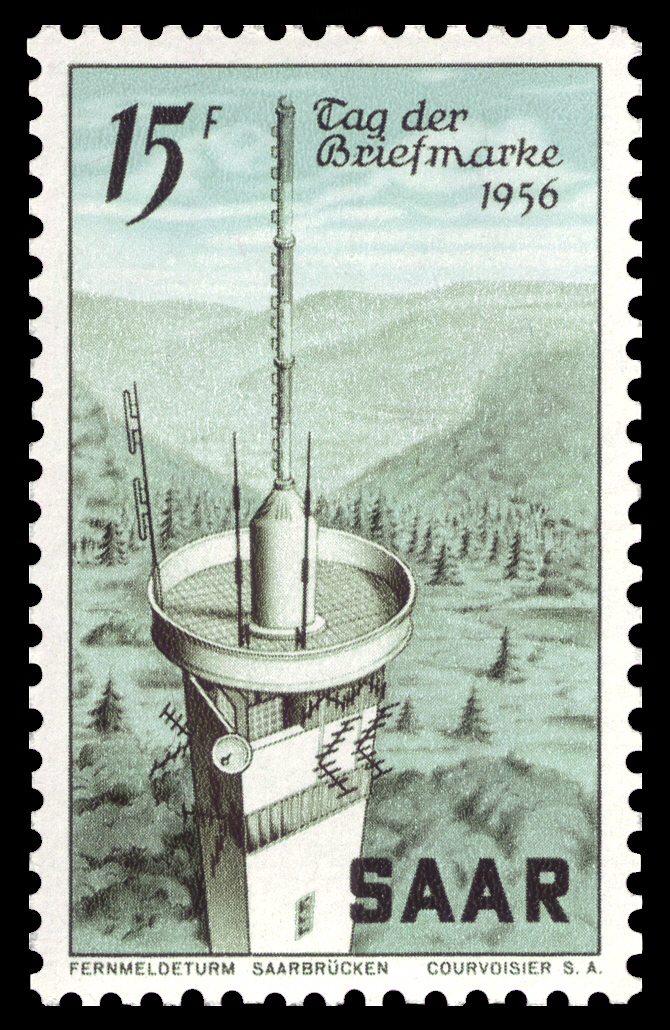
Briefmarke von 1956 aus dem Saarland

Bauherr des Turms war der Verschönerungsverein St. Johann, den Entwurf erstellte der damalige Saarbrücker Stadtarchitekt Hermann Leiber. Die Grundsteinlegung fand am 27. Juni 1930 statt, am 12. Oktober 1930 wurde der Turm eingeweiht.
Im Zweiten Weltkrieg wurde der Schwarzenbergturm nur leicht beschädigt, die Schäden konnten 1949 instand gesetzt werden.
Eine erste Sanierung mit feierlicher Wiedereröffnung durch den damaligen Oberbürgermeister Oskar Lafontaine erfolgte 1984. Ende der 1990er Jahre wurden wegen mehrerer Suizide im Treppenhaus und an der Aussichtsplattform Gitter angebracht.
Bei der jährlichen Sicherheitsüberprüfung im Frühjahr 2012 wurden durch den zuständigen Bauleiter erhebliche Risse im Stahlbeton festgestellt. Daraufhin wurde der Zugang zum Turm weiträumig gesperrt. Die Schäden wurden saniert und ein neuer Oberflächenschutz aufgetragen. Die Kosten für die Sanierung lagen bei 250.000 Euro, was weniger war als ursprünglich angenommen. Der Turm konnte auch früher als erwartet, nämlich schon am 25. Oktober 2013 wieder der Öffentlichkeit zugänglich gemacht werden. Eine offizielle Wiedereröffnung fand im Frühjahr 2014 statt.

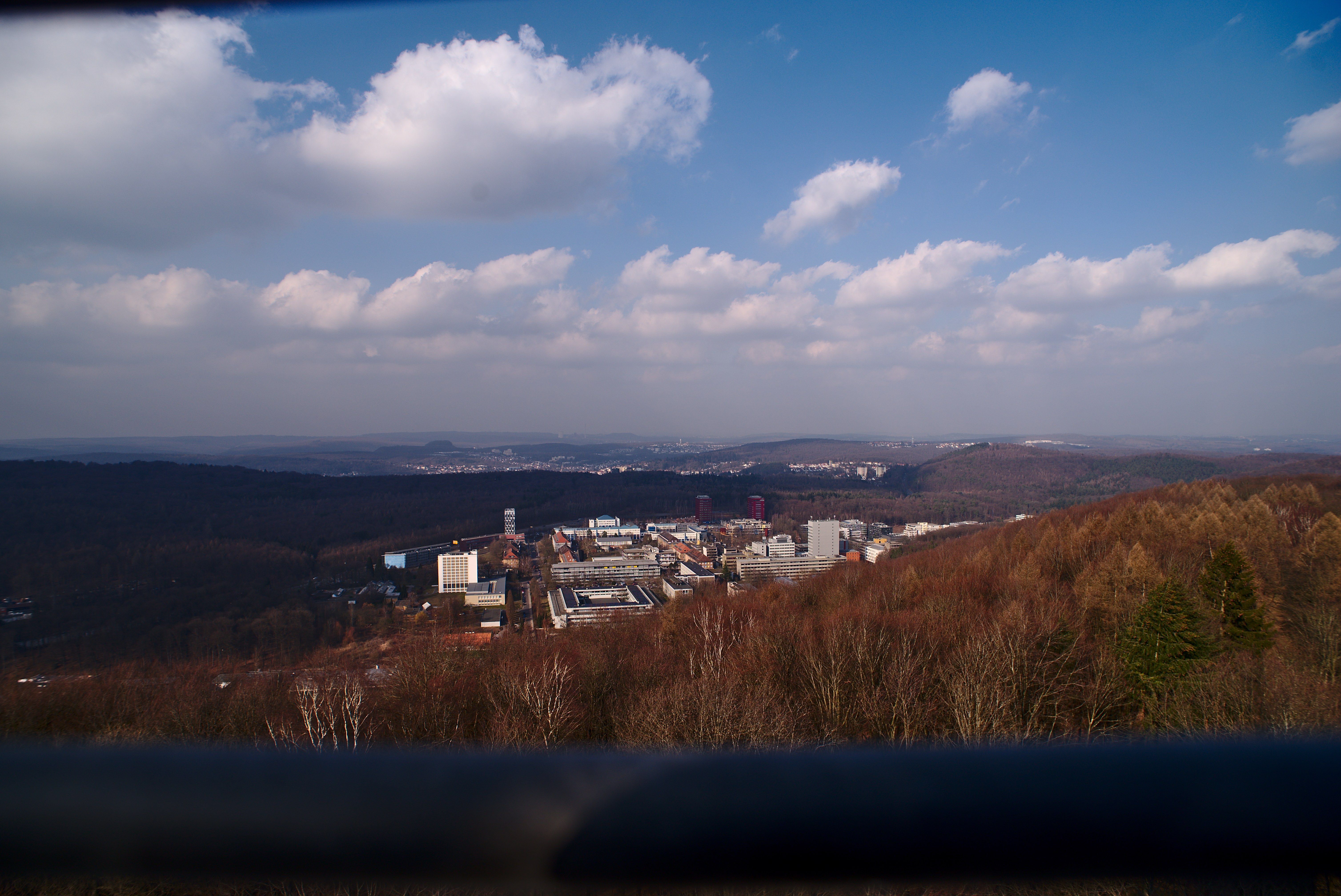
Blick von dem Turm auf den Campus der Universität des Saarlands

## Technisches
Der Schwarzenbergturm steht auf einem 70 Zentimeter hohen quadratischen Podest, das an zwei Seiten über je vier Treppenstufen erreichbar ist. An den anderen beiden Seiten befinden sich Anbauten. Im Turm führt eine linksläufige Treppe entlang der Innenwände bis auf etwa 34 Meter Höhe und weiter in der Turmmitte zur ersten Aussichtsplattform auf etwa 37,5 Meter Höhe. Diese ist jedoch nicht zugänglich. Es folgt eine Wendeltreppe mit 20 Stufen bis zur oberen Aussichtsplattform auf etwa 41 Meter Höhe. Diese ist rund und hat einen Durchmesser von gut neun Metern. Um sie zu erreichen, sind insgesamt 241 Stufen zu überwinden. Einen Aufzug gibt es nicht. Der Turm ist vom 1. März bis 31. Oktober des Jahres jeweils in der Zeit von 8 bis 20 Uhr zugänglich, in den übrigen Monaten jeweils von 8 bis 18 Uhr.
Aufgrund der Höhe von 377 Metern über dem Meeresspiegel wird der Schwarzenbergturm seit den 1950er Jahren von mehreren Betreibern zu Funkzwecken genutzt. Derzeit sind auf der Turmspitze Sendeanlagen für Polizei- und Feuerwehrfunk, UKW-Rundfunk sowie Mobilfunk angebracht.

## Erreichbarkeit
Der Schwarzenbergturm steht am Turmweg in 66123 Saarbrücken. 
Er ist mit den Buslinien 105, 107 und 139 (Haltestelle Kobenhütte), 106 (Haltestelle Rotenbühl) sowie 101, 102, 109, 111, 112, 124, 136, 138, 150, 163 und 170 (Haltestelle Universität Campus) zu erreichen.

## Medial
Im SR Tatort Winterschach dient er einem konspirativen Treffen.